# 有効質量
有効質量（ゆうこうしつりょう、英: effective mass）とは、何らかの物理現象を、「古典力学における質量を含む物理法則（比較的簡単な現象の場合が多い）」と類比することで現象論的に理解しようとしたときに出てくる、質量相当の物理量の総称である。結晶中の電子の物性を用いる上で用いられる「有効質量」を指すことがほとんどだが、結晶中の電子の物性とは異なる物理現象にもこの概念を持ち込むことがある。
「結晶中の電子の有効質量」以外の「有効質量」としては、例えば、原子間力顕微鏡のカンチレバーの機械的な振動（古典力学の現象）を、よりやさしい（古典力学の）現象である、フックの法則に置き換えて考えるときに、フックの法則における質量に相当するパラメーターを有効質量と呼ぶことがある。
以下、本節では、「結晶中の電子の有効質量」について説明する。

## 結晶中の電子の有効質量
真空中の自由電子の（静止）質量 m に対し、結晶中の電子は見かけ上、これと異なる質量を持っているように観測される場合がある。これを、半導体物性では有効質量という。3 次元の場合、有効質量はテンソルで表現される（→ 異方性が存在する場合がある）。これは系のもつ対称性に依存し、（完全に）等方的な系ではテンソルの対角部分のみが残る（かつ全ての対角要素が同じ値となる）。
電子を波束と考え、その加速度{\displaystyle \mathbf {a} }は群速度{\displaystyle \mathbf {v} _{\text{g}}}の時間微分で与えられる。群速度の定義{\displaystyle \mathbf {v} _{\text{g}}=\nabla _{k}\omega (\mathbf {k} )}を用いると、加速度は次のように書ける。
{\displaystyle \mathbf {a} ={\frac {\operatorname {d} }{\operatorname {d} t}}\,\mathbf {v} _{\text{g}}={\frac {\operatorname {d} }{\operatorname {d} t}}\left(\nabla _{k}\,\omega \left(\mathbf {k} \right)\right)=\nabla _{k}{\frac {\operatorname {d} \omega \left(\mathbf {k} \right)}{\operatorname {d} t}}=\nabla _{k}\left({\frac {\operatorname {d} \mathbf {k} }{\operatorname {d} t}}\cdot \nabla _{k}\,\omega (\mathbf {k} )\right)}
ここで運動方程式と結晶運動量の定義{\displaystyle \mathbf {p} _{\text{crystal}}=\hbar \mathbf {k} }から、
{\displaystyle \mathbf {F} ={\frac {\operatorname {d} \mathbf {p} _{\text{crystal}}}{\operatorname {d} t}}=\hbar {\frac {\operatorname {d} \mathbf {k} }{\operatorname {d} t}}}
であるため、
{\displaystyle \mathbf {a} =\nabla _{k}\left({\frac {\mathbf {F} }{\hbar }}\cdot \nabla _{k}\,\omega (\mathbf {k} )\right)={\frac {1}{\hbar ^{2}}}\nabla _{k}\left(\nabla _{k}\,E(\mathbf {k} )\right)\mathbf {F} }
と書ける。ここでド・ブロイの関係式{\displaystyle E=\hbar \omega }を用いた。これを成分表示すると、
{\displaystyle a_{i}=\left({\frac {1}{\hbar ^{2}}}\,{\frac {\partial ^{2}E\left(\mathbf {k} \right)}{\partial k_{i}\partial k_{j}}}\right)\!F_{j}}
ここでjについてはアインシュタインの縮約記法を用いた。これを運動方程式と比較すると、有効質量は次のように与えられる。
{\displaystyle \left[M^{-1}\right]_{ij}={\frac {1}{\hbar ^{2}}}{\frac {\partial ^{2}E}{\partial k_{i}\partial k_{j}}}}
有効質量の観測方法としては、ホール効果を用いたサイクロトロン運動がある。このホール効果やドハース・ファンアルフェン効果など、磁場を用いて観測される 電子の有効質量のことを、特に「サイクロトロン質量」という。サイクロトロン運動以外にも
1. 電子の分散関係
2. プラズマ振動
3. 電気伝導度
4. 熱電能
5. 電流磁気効果

に有効質量を見ることができる。
N型半導体では、添加した元素は電子を多く含むため、結晶構造に参加しない電子が自由電子のように結晶内を移動できる。しかし添加原子はわずかにプラスになるので、電子は弱く束縛されて電場への反応が鈍る。これをまるで電子が重くなったかのようにみなすのである。
半導体や絶縁体では有効質量 m*が自由電子の質量 m と大きく異なる場合がある。またランタノイドやアクチノイド元素の化合物の中にも、重い電子系と呼ばれる有効質量の比 (m*/m) が時に 1000 程度になるようなものがある。一方、アルカリ金属の価電子部分のように、ほぼ自由電子とみなせるような場合は有効質量の比も 1 に近い値となる。